# ウォルター・ウィリアム・スキート (人類学者)
ウォルター・ウィリアム・スキート（Walter William Skeat、1866年10月14日 – 1953年7月24日）は、イギリス（イングランド）の人類学者。おもにマレー半島における民族誌の先駆的調査に取り組み、著作を残したことで知られている。

## 生い立ち
スキートは、イングランドのケンブリッジに生まれた。スキートの同名の父ウォルター・ウィリアム・スキートは、ケンブリッジ大学でアングロサクソン語（古英語）の教授を務めていた。
スキートは、1879年から1885年まで、ハイゲート・スクールに学び、ケンブリッジ大学クライスツ・カレッジで学ぶ奨学金を得て進学し、西洋古典学を学んで1891年にマスター・オブ・アーツ資格を取得した。その後、海峡植民地と称されていた後のマレーシアの一部であるセランゴールへ、植民地官僚として派遣された。

## 経歴
程なくしてスキートは、沿岸部の都市化したマレー人と、内陸部に居住する先住民の双方について、その生活様式を研究し始めた。最初の著作につながる研究を1899年までの数年間に進め、まだヨーロッパからの影響が及んでいない内陸部への探険調査を行って、マレー人たちの人類学、民族誌をまとめた。友人で、研究上の協力者でもあったチャールズ・オットー・ブラグデンは、マレーの魔術を取り上げたスキートの1900年の著作『Malay Magic』の出版に際して、序文を寄せている。
次いでスキートは、ブラグデンとの共著による大著『Pagan Races of the Malay Peninsula』を1906年に出版した。
やがてスキートは、内陸部への遠征を重ねたことが原因で健康を害してしまい、イギリス領海峡植民地に留まることができなくなり、ロンドンに戻った。スキートは、1914年に大英博物館の講師 (lecturer) となった。

## 死
スキートは、1932年に引退し、1953年7月24日にロンドンで死去した。

## おもな著書
- Malay magic : being an introduction to the folklore and popular religion of the Malay Peninsula (1900)
- Pagan races of the Malay Peninsula (1906)
- The past at our doors : or, The old in the new around us (1913)